# Sapuca
Aparecido Donizete de Oliveira (Santa Rita do Sapucaí, Estado de Minas Gerais, Brasil, 21 de julio de 1955) es un exfutbolista Brasileño. Jugaba de delantero y su último equipo fue el Tanque Sisley de Uruguay. Fue traído a Colombia por el Club Deportes Tolima en 1982.  Es considerado el mejor jugador brasileño que ha pasado por Atlético Nacional, anotando 41 goles en su estadía en el club. Su gol a Once Caldas en 1985, luego de un rebote de un tiro de esquina y una carrera de más de 80 metros, es catalogado como uno de los mejores en la historia del Futbol Profesional Colombiano.

## Clubes
| Club                               | País     | Año       |
| ---------------------------------- | -------- | --------- |
| Grêmio de Esportes Maringá         | Brasil   | 1979      |
| Operário Ferroviário Esporte Clube | Brasil   | 1980      |
| Miramar Misiones                   | Uruguay  | 1981      |
| Esporte Clube São Bento            | Brasil   | 1981      |
| Deportes Tolima                    | Colombia | 1982      |
| Atlético Nacional                  | Colombia | 1983-1985 |
| Independiente Santa Fe             | Colombia | 1986      |
| Club Puebla                        | México   | 1987-1988 |
| Tanque Sisley                      | Uruguay  | 1989-1991 |

## Palmarés

### Títulos nacionales
| Título      | Club        | País   | Año     |
| ----------- | ----------- | ------ | ------- |
| Copa México | Club Puebla | México | 1987-88 |